# Help You Fly
«Help You Fly» —en español: «Ayudarte a volar»— es una canción compuesta por Viktor Drobysh e interpretada en inglés por IVAN. Fue elegida para representar a Bielorrusia en el Festival de la Canción de Eurovisión de 2016 tras ganar la final nacional bielorrusa, Eurofest 2016.

## Festival de Eurovisión

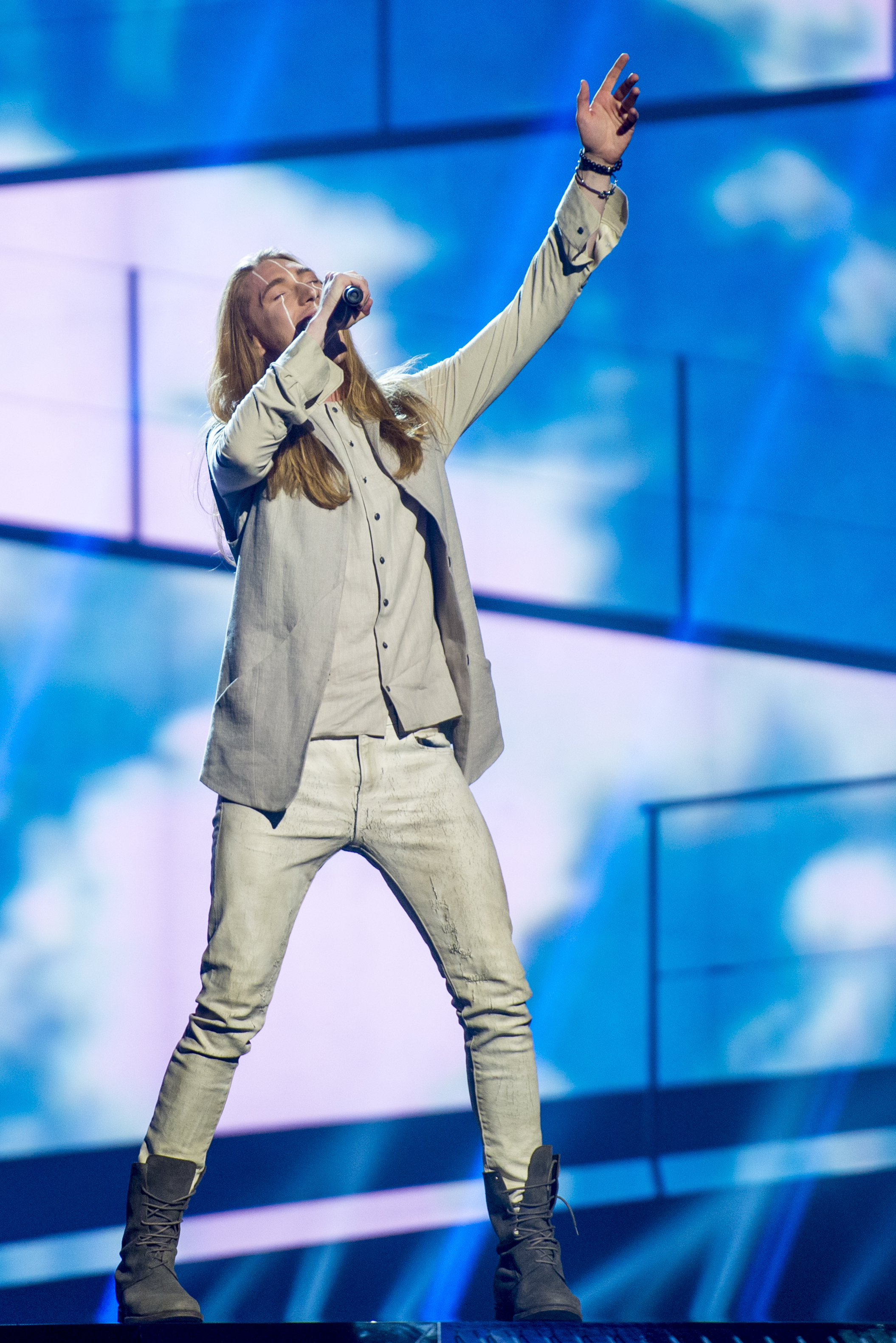
IVAN interpretando la canción durante el Festival de la Canción de Eurovisión 2016.

### Eurofest 2016
Esta canción participó en la final nacional bielorrusa para elegir a la canción y artista que representaría a Bielorrusia en el Festival de la Canción de Eurovisión de 2016. Los artistas y compositores podían enviar sus canciones entre el 23 de octubre y el 21 de noviembre de 2015. Al final del plazo, se habían enviado 91 canciones. Así, se seleccionaron diez finalistas para participar en el Eurofest 2016. La canción «Help you fly» fue interpretada séptima en la final celebrada el 22 de enero de 2016 por IVAN, y se declaró ganadora del certamen con 12 puntos y siendo así seleccionada para representar a su país en el Festival de Eurovisión.

### Festival de la Canción de Eurovisión 2016
Esta canción fue la representación bielorrusa en el Festival de la Canción de Eurovisión 2016.
El 25 de diciembre de 2016, se organizó un sorteo de asignación en el que se colocaba a cada país en una de las dos semifinales, además de decidir en qué mitad del certamen actuarían.
Así, la canción fue interpretada en quinto lugar durante la segunda semifinal, celebrada el 12 de mayo de ese año, precedida por Israel con Hovi Star interpretando «Made of stars» y seguida por Serbia con Sanja Vučić interpretando «Goodbye (Shelter)». Durante la emisión del certamen, la canción no fue anunciada entre los diez temas elegidos para pasar a la final y, por lo tanto, no cualificó para competir en ésta. Más tarde se reveló que Bielorrusia había quedado en duodécimo puesto de los 18 países participantes de la semifinal con 84 puntos.